# The Collection
A The Collection az amerikai Dio heavy metal zenekar hetedik, egyben utolsó válogatásalbuma.

## Az album dalai
|     | Cím                                          | Szerző(k)                                      | Hossz |
| --- | -------------------------------------------- | ---------------------------------------------- | ----- |
| 1.  | Holy Diver                                   | Ronnie James Dio                               | 5:55  |
| 2.  | Don't Talk to Strangers                      | Dio                                            | 4:53  |
| 3.  | Rainbow in the Dark                          | Vinny Appice, Jimmy Bain, Vivian Campbell, Dio | 4:15  |
| 4.  | Stand Up and Shout (koncertfelvétel)         | Bain, Dio                                      | 3:43  |
| 5.  | Straight Through the Heart (koncertfelvétel) | Dio                                            | 4:31  |
| 6.  | We Rock                                      | Dio                                            | 4:34  |
| 7.  | The Last in Line (koncertfelvétel)           | Bain, Campbell, Dio                            | 5:10  |
| 8.  | Mystery                                      | Bain, Dio                                      | 3:33  |
| 9.  | I Speed at Night                             | Appice, Bain, Campbell, Dio                    | 3:22  |
| 10. | Rock 'n' Roll Children                       | Dio                                            | 4:32  |
| 11. | Hungry for Heaven                            | Bain, Dio                                      | 4:11  |
| 12. | King of Rock and Roll                        | Appice, Bain, Campbell, Dio                    | 3:43  |
| 13. | Sacred Heart (koncertfelvétel)               | Appice, Bain, Campbell, Dio                    | 6:26  |
| 14. | Dream Evil                                   | Dio, Craig Goldy                               | 4:28  |
| 15. | I Could Have Been a Dreamer                  | Dio, Goldy                                     | 3:37  |
| 16. | Wild One                                     | Dio, Rowan Robertson                           | 4:03  |
| 17. | Jesus, Mary & the Holy Ghost                 | Dio, Grijalva, Pilson                          | 4:15  |

## Közreműködők
- Ronnie James Dio – ének
- Vivian Campbell – gitár
- Craig Goldy – gitár
- Rowan Robertson – gitár
- Tracy Grijalva – gitár
- Jimmy Bain – basszusgitár, billentyűk
- Teddy Cook – basszusgitár
- Jeff Pilson – basszusgitár, billentyűk
- Claude Schnell – billentyűk
- Jens Johansson – billentyűk
- Vinny Appice – dob
- Simon Wright – dob